# Carta de patrocinio
Una carta de patrocinio, también denominada carta de comfort o comfort letter, es un instrumento contractual, documental, consensual y unilateral, emitido por una empresa matriz con el fin de acreditar cierto grado de garantía o de solvencia patrimonial de alguna otra empresa, por ella patrocinada, cuyo valor jurídico y utilización en España, poco a poco, han ido calando en los usos de la sociedad de los negocios, hasta alcanzar el reconocimiento jurisprudencial explícito en la Sentencia del Tribunal Supremo español de fecha 13 de febrero de 2007, tras la que, en definitiva, por proceder del Alto Tribunal, viene a acogerse este tipo de documentos mercantiles, que de algún modo tipifica e inserta en el sistema jurídico español de garantías, con su propia «carta de naturaleza».

## Clases
Distingue el Tribunal Supremo de España dos clases de cartas de comfort o cartas de patrocinio: las cartas de patrocinio débiles, y las cartas de patrocinio fuertes. Las primeras son emitidas para declarar formalmente la confianza en la capacidad de gestión de los administradores de la sociedad solicitante del crédito bancario, en lo relativo a la viabilidad económica de la misma. Las primeras pueden considerarse como simples recomendaciones, y no pueden realmente ser usadas para que la entidad de crédito pueda exigir el pago del crédito subsidiariamente a la entidad patrocinadora.
En cambio las cartas fuertes pueden entenderse como contrato atípico de garantía personal, con encuadramiento conceptual aproximado en alguna de las categorías contractuales tipificadas en el ordenamiento jurídico español, tales como contrato de garantía atípica o asunción cumulativa o codeuda en garantía, estipulación en favor de tercero, promesa de crédito, o incluso como contrato de fianza.

## Requisitos
La jurisprudencia del Tribunal Supremo en España ha establecido como requisitos esenciales, para que pueda atribuirse a una carta de patrocinio el valor y la eficiacia de un contrato de garantía, los siguientes:
- Existencia de intención de obligarse la sociedad matriz a prestar apoyo financiero a la sociedad filial, o a contraer deberes positivos de cooperación a fin de que la compañía subordinada pueda hacer efectivas las prestaciones que le alcanzan en sus tratos con el tercero favorecido por la carta.
- Vinculación obligacional resulte clara, sin que pueda basarse en expresiones equívocas.
- Firma de la carta por apoderado que tenga facultades bastantes para obligar al patrocinador en un contrato análogo al de fianza.
- Determinación de las expresiones vertidas en la carta, concluyente de la operación que el patrocinado pretenda realizar.
- La relación de patrocinio tendrá lugar dentro del ámbito de sociedad matriz y su sociedad filial, diferente de la situación de accionista mayoritario.